# Jean-Baptiste Cibo
Jean-Baptiste Cibo (né vers 1504 et mort le 15 mars 1550) a été évêque de Marseille.

## Biographie
Jean-Baptiste Cibo succède le 19 janvier 1530 à l'âge de 26 ans à son frère ainé le Cardinal Innocent Cibo comme évêque de Marseille. Ils sont issus d’une puissante famille patricienne de Gênes, qui servit la dynastie d’Anjou au royaume de Naples. Leur grand-père le Pape Innocent VIII joua un rôle clef dans le déclenchement des guerres d’Italie. Par leur mère Madeleine de Médicis, ils sont les petits-fils de Laurent le Magnifique et les neveux du Pape Léon X ; le Cardinal Innocent Cibo manqua lui-même à une voix près de monter sur le siège de Pierre lors du consistoire qui élit Adrien VI en 1522. En janvier 1530, juste avant d’aller assister au couronnement de Charles Quint, Innocent Cibo remet l’évêché à son frère Jean-Baptiste, il en conserve la plupart des bénéfices et privilèges. En raison de son opposition à la désignation de son frère cadet sur le siège de Marseille, François Ier fit mettre sous séquestre les biens temporels du diocèse. Les bulles de nominations du Pape Clément VII sont datées du 19 janvier 1530 à Bologne, mais ce n’est que près de deux ans plus tard, le 7 octobre 1531, que Jean-Baptiste Cybo reçoit le placet du Roi de France, et il lui faudra attendre encore plusieurs mois pour que tout soit enregistré devant le parlement de Provence le 26 juin 1532. Il peut alors enfin donner procuration le 7 mai 1532 à Annibal Collemutio (ou Collomucius), chanoine de Pesaro, pour prendre possession de son diocèse le 28 juin 1532, mais il devra encore attendre quatre ans avant d’être sacré évêque. Ce qui ne l’empêche pas de passer les premiers actes d’administration de son diocèse, puisque le 24 janvier 1531 il arrente les revenus de son évêché à un compatriote génois. Il est impossible de dire de manière certaine si Jean-Baptiste Cibo se trouvait à Marseille, lors du mariage de sa nièce Catherine de Médicis avec Henri d’Orléans, second fils de François Ier, célébré par le Pape Clément VII, le 28 octobre 1533. N’étant pas encore sacré évêque, et probablement éclipsé par des personnages de plus haut rang à commencer par son propre frère, il n’est pas étonnant que, s’il y fut, sa présence n’ait pas été relatée. Le journal de Honorat Valbelle ne cite, par exemple pour les ecclésiastiques, que quelques cardinaux présents. Mais on peut penser que les frères Cybo en tant qu’oncles de l’épouse furent présents. Le pape unit les jeunes princes à Marseille le 28 octobre 1523. On sait toutefois qu’il résida effectivement dans son diocèse après 1536. La date exacte de son sacre demeure inconnue. La bulle du Pape Paul II est datée du 22 avril 1536, mais on peut raisonnablement supposer que le sacre intervint en septembre 1536, puisque la mise sous séquestre des revenus de l’évêché est levée le même mois de septembre, qui voit également les troupes de Charles Quint quitter la Provence.
En 1538, Jean-Baptiste Cybo put enfin prendre réellement possession de son diocèse. C’est précisément en juin 1538 qu’on trouve trace de son probable premier passage à Aubagne le 28 juin, lorsqu’il afferme à Jacques Albert les revenus de la baronnie au prix de 383 écus d’or sol. L’acte, passé dans l’auberge de la Croix-Blanche, impose au fermier des droits de Mgr Cybo de traiter avec bienveillance les vassaux de l’évêché et d’héberger gratuitement pendant trois jours son vicaire général et trois personnes de sa suite lorsqu’il ira à Aubagne pour les affaires urgentes de la baronnie.
L’année suivante on le retrouve à Avignon le 20 décembre 1539, où il donne procuration à divers chanoines de Marseille et d’Aix, et à Me André Silvy pour prêter hommage et serment de fidélité et faire dénombrement de ses biens et droits auprès de la Cour des Comptes Aides et Finances de Provence. Il se rend ensuite à Paris pour prêter lui-même hommage à François Ier pour la baronnie d’Aubagne et autres droits seigneuriaux de son évêché. À la suite de quoi, le Roi écrit à ses officiers de Provence, le 29 octobre 1540, de le mettre en possession selon la teneur de son dénombrement. De retour en Avignon, il reçoit l’hommage de ses vassaux et notamment, le 21 juin 1541 de Louis de Castillon, pour la terre du Castelet.
À son retour, il s’installe vraisemblablement pour un très court séjour, de quelques mois peut-être, à Marseille. Le 16 mars 1541, la volte, espèce de valse célèbre, fait l’objet de censures de Jean-Baptiste Cybo sous prétexte que la décence n’y est pas observée. Mais son installation dans la ville principale de son évêché se heurte à une condition pratique essentielle. En effet lors du siège de Marseille par les troupes du connétable de Bourbon, le palais épiscopal a été rasé le 29 août 1524 afin de faciliter la défense de la cité phocéenne. Dépouillé de son palais épiscopal de Saint Cannat que la commune de Marseille refusa de rebâtir, il fixe dans un premier temps son choix sur Aubagne où il réside entre 1542 et le début de l’année 1543. Il nomme deux vicaires généraux pour l’administration de son diocèse Jean Tornier, prieur de Saint-Giniez, et Barthélémy Portalenqui, originaire du Luc, évêque in patribus de Troyes, auquel s’ajoute François de Gentilis. Barthélémy Portalenqui consacre le 29 janvier 1542 l’église de frères mineurs de Marseille à Saint Louis d’Anjou, et certifie comme authentique le 1er octobre 1543 les reliques de Saint Appollonie possédées par la confrérie de la Chapelle Sainte Apollonie d’Aubagne et accorde 40 jours d’indulgence aux personnes pieuses qui invoqueraient la Sainte le jour de la fête suivant les règles liturgiques.
Il s'installe à Signes dans une maison au cœur de la ville qui sera dès lors appelée « Château-Neuf ». Elle se situe sur la place du Marché, et abrite aujourd’hui la confiserie Fouque. Il en reste encore un escalier monumental, plusieurs salles avec peintures, ainsi qu’un petit oratoire dont le plafond comporte une moulure avec un monogramme du Christ rayonnant. Mgr Cybo habitera pendant 8 ans à Signes, où sa présence est attestée par les registres notariaux et communaux, sauf pour les années 1544 et 1545. Il y passe le plus clair de son temps. Les dates laissent peu de place à des voyages lointains à l’instar de l’Italie, auprès de membres de sa famille. Il administre son diocèse depuis Signes. Il fut député en 1547 par le clergé de la province d’Arles pour féliciter Henri II pour son sacre. 
Jean-Baptiste Cybo réforme l'administration de la commune en s'appuyant sur des officiers locaux ses fermiers-généraux et rentiers de ses droits dont il fait la fortune. Sa générosité à l’égard de la commune est également illustrée par l’amélioration des institutions de la commune, par plusieurs constructions et restaurations d’édifices publics (église Saint Pierre, tour et horloge).
Jean-Baptiste Cybo décède dans sa maison dite « Château-Neuf » à Signes, le 15 mars 1550. Le lendemain, le chapitre de Marseille, informé de sa mort, nomme vicaire, sede vacante, le chanoine Pierre de Paul. Ce dernier se rend le 17 au lieu de Signes, mais il trouve l’évêque déjà enseveli dans l’église paroissiale de Saint-Pierre. Les Consuls de Signes pétitionnent le Chapitre de la Major en vue de garder son corps déposé dans son caveau de l’Église paroissiale. Cependant le chanoine insiste pour que le corps du défunt soit transféré à La Major. Surpris que ce dernier n’accède pas à leur supplique de conserver la dépouille de Jean-Baptiste Cybo dans leur église, ils se placent alors sur le terrain de la résistance en exigeant de l’officier capitulaire une copie de sa lettre commissionnelle, afin de faire consulter. Pierre de Paul, devant cette opposition, cède et au motif que son corps était « putrefaict », il juge le transport impossible, et ordonne qu’on célébrât ses funérailles et sa neuvaine dans ladite église de Signes. Les consuls de Signes s’engagent à organiser des funérailles solennelles et la Commune a déjà préparé plus de 150 torches. Le 29 juin 1550, le Conseil communal décide de faire célébrer un cantar pour le repos de l’âme du vénéré prélat, et de faire réparer le « monument du corps du dit évesque le meilleur que fayre se porra ». Il repose dans un caveau situé au milieu de l’avant-chœur de l’église paroissiale de Signes. Une dalle de marbre marquait encore l’endroit de sa sépulture en 1933. On peut regretter que ces tombes aient été détruites.